# Narciarski Żleb

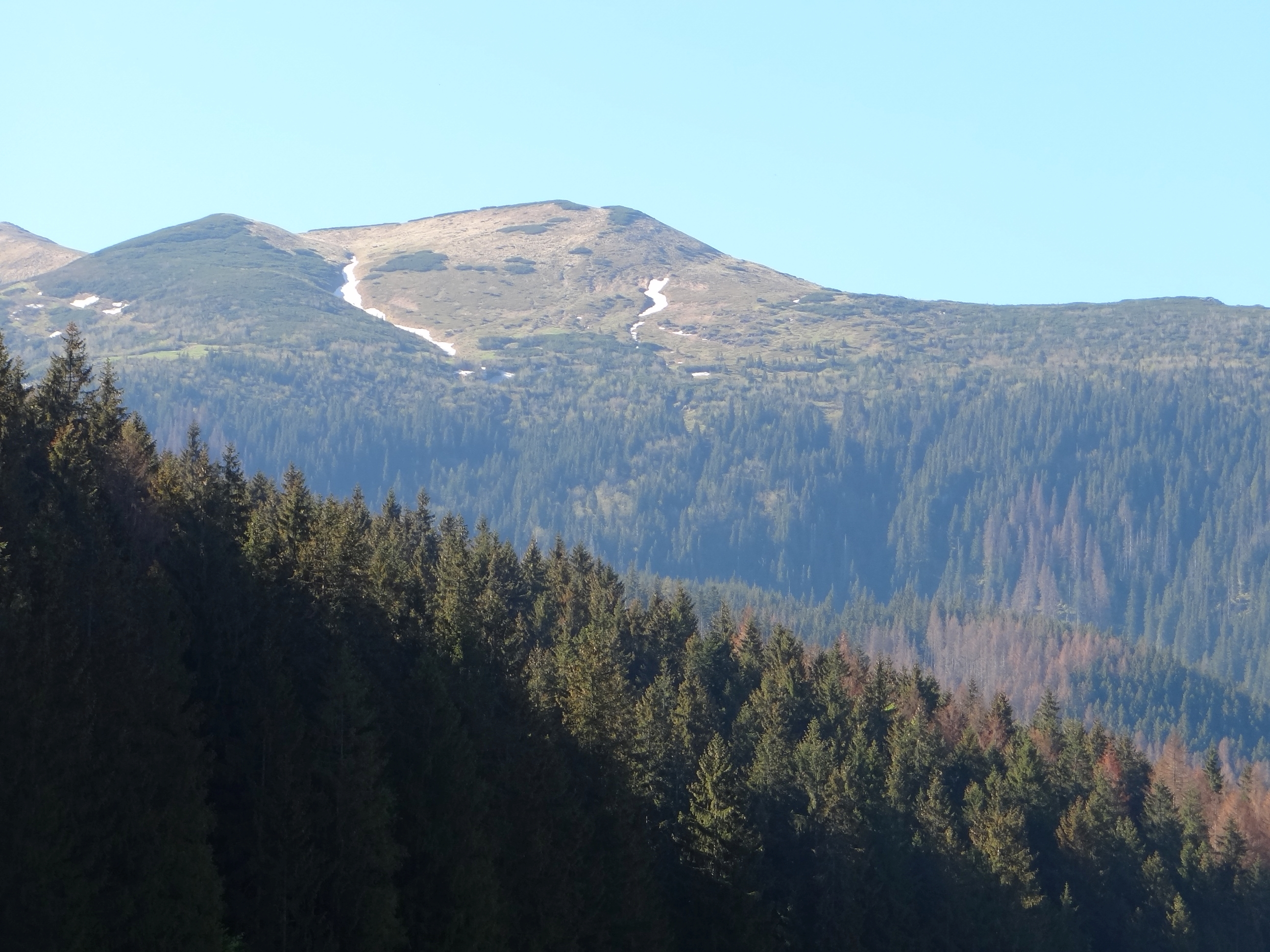
Widok na Narciarski Żleb z Wyżniej Kiry Miętusiej

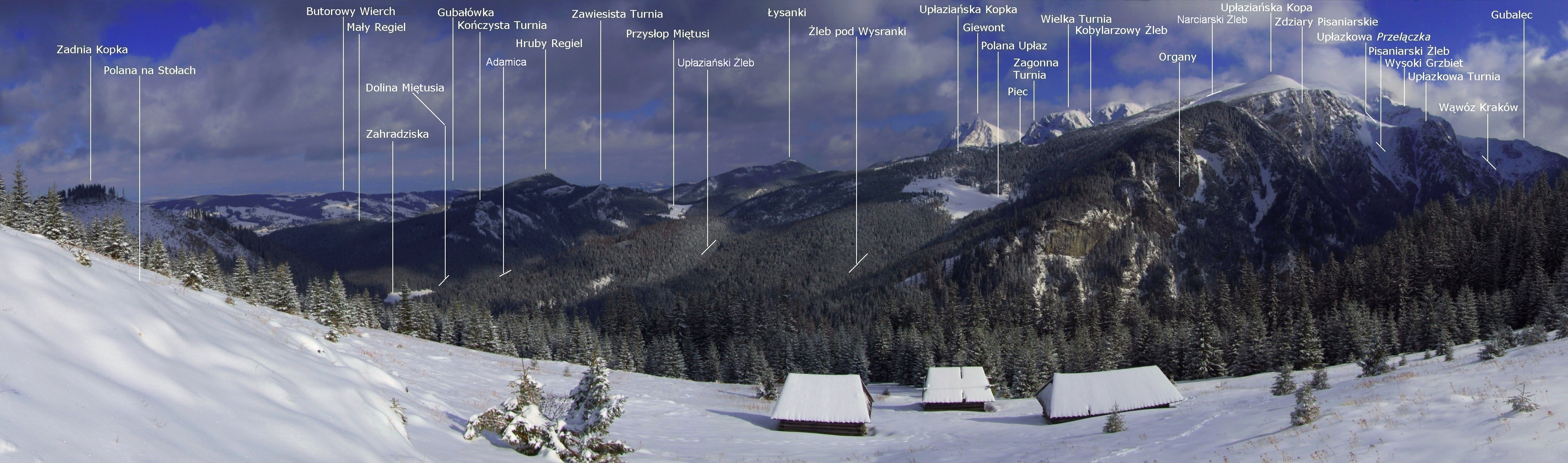
Widok z Polany na Stołach

Narciarski Żleb – górna część Żlebu pod Wysranki w polskich Tatrach Zachodnich. Opada w północno-zachodnim kierunku spod Upłaziańskiej Kopy w północno-zachodniej grani Ciemniaka, ograniczony po bokach jej dwoma grzędami. Jest to dość płytki żleb, w dolnej części nieco porośnięty kosodrzewiną, wyżej trawiasty. Jest suchy, woda płynie nim tylko po większych opadach. Dolna część żlebu znajduje się przy Równi nad Piecem. Pomiędzy Narciarskim Żlebem a Żlebem pod Wysranki znajduje się jeszcze jeden, krótki Skalnisty Żlebek z wodospadem Sikawka.
Narciarskim Żlebem prowadzą nieznakowane ścieżki, które opisuje Władysław Cywiński w swoim szczegółowym przewodniku Tatry. Zimą do żlebu wiatry nawiewają duże ilości śniegu i tworzą się w nim bardzo duże zaspy, wskutek czego śnieg w żlebie zalega bardzo długo. Zbocza żlebu są mało strome, zimą nie grożą więc w nim lawiny. Dla narciarzy zjeżdżających z Ciemniaka żleb ten jest jedyną długo przejezdną trasą.